# Pindus Mons
Il Pindus Mons è una struttura geologica della superficie di Marte.